# Medaliści mistrzostw świata w kolarstwie szosowym – sztafeta mieszana
Pełna lista medalistów mistrzostw świata w kolarstwie szosowym w sztafecie mieszanej.

## Wyniki
| Lp. | Rok  | Miejsce                    | Złoto | Srebro | Brąz | Źródło          |
| --- | ---- | -------------------------- | --- | --- | --- | --------------- |
| 1   | 2019 | Harrogate, Wielka Brytania | Holandia · Lucinda Brand · Riejanne Markus · Amy Pieters · Koen Bouwman · Bauke Mollema · Jos van Emden     | Niemcy · Lisa Brennauer · Lisa Klein · Mieke Kröger · Tony Martin · Nils Politt · Jasha Sütterlin                        | Wielka Brytania · Lauren Dolan · Anna Henderson · Joscelin Lowden · John Archibald · Daniel Bigham · Harry Tanfield | [ 1 ]           |
| -   | 2020 | Imola, Włochy              | Zawody odwołane                                                                                             | Zawody odwołane | Zawody odwołane | Zawody odwołane |
| 2   | 2021 | Leuven, Belgia             | Niemcy · Lisa Brennauer · Lisa Klein · Mieke Kröger · Nikias Arndt · Tony Martin · Max Walscheid            | Holandia · Annemiek van Vleuten · Ellen van Dijk · Riejanne Markus · Koen Bouwman · Bauke Mollema · Jos van Emden        | Włochy · Marta Cavalli · Elena Cecchini · Elisa Longo Borghini · Edoardo Affini · Filippo Ganna · Matteo Sobrero    | [ 2 ]           |
| 3   | 2022 | Wollongong, Australia      | Szwajcaria · Mauro Schmid · Stefan Küng · Stefan Bissegger · Elise Chabbey · Marlen Reusser · Nicole Koller | Włochy · Edoardo Affini · Matteo Sobrero · Filippo Ganna · Elisa Longo Borghini · Elena Cecchini · Vittoria Guazzini     | Australia · Michael Matthews · Luke Plapp · Luke Durbridge · Georgia Baker · Alexandra Manly · Sarah Roy            | [ 3 ]           |
| 4   | 2023 | Glasgow, Szkocja           | Szwajcaria · Mauro Schmid · Stefan Küng · Stefan Bissegger · Elise Chabbey · Marlen Reusser · Nicole Koller | Francja · Rémi Cavagna · Bruno Armirail · Bryan Coquard · Juliette Labous · Cédrine Kerbaol · Audrey Cordon-Ragot        | Niemcy · Jannik Steimle · Max Walscheid · Miguel Heidemann · Ricarda Bauernfeind · Franziska Koch · Lisa Klein      | [ 4 ]           |
| 5   | 2024 | Zurych, Szwajcaria         | Australia · Michael Matthews · Ben O'Connor · Jay Vine · Grace Brown · Brodie Chapman · Ruby Roseman-Gannon | Niemcy · Marco Brenner · Miguel Heidemann · Maximilian Schachmann · Franziska Koch · Liane Lippert · Antonia Niedermaier | Włochy · Edoardo Affini · Mattia Cattaneo · Filippo Ganna · Elisa Longo Borghini · Soraya Paladin · Gaia Realini    | [ 5 ]           |

## Tabela medalowa
Stan po MŚ 2022
| Miejsce | Państwo         |   |   |   | Razem |
| ------- | --------------- | - | - | - | ----- |
| 1.      | Holandia        | 1 | 1 | 0 | 2     |
| 1.      | Niemcy          | 1 | 1 | 0 | 2     |
| 3.      | Szwajcaria      | 1 | 0 | 0 | 1     |
| 4.      | Włochy          | 0 | 1 | 1 | 2     |
| 5.      | Australia       | 0 | 0 | 1 | 1     |
| 5.      | Wielka Brytania | 0 | 0 | 1 | 1     |